# 歐楂
歐楂（学名：Mespilus germanica）是原產於亞洲西南部和在歐洲東南部的落葉植物，1930年代引种到中国青岛，常被栽培作為果樹。
它被广泛种植于欧洲和美国境内。 树高15至20英尺（4.5至6米），可通过播种或者嫁接繁殖。叶似鱼叉，略长带絨，开有1.5英寸（4厘米）白色或粉色的花。果实形似苹果，称亦欧楂果，直径约 1.5至2英寸（4至5厘米），味道略酸，成熟于深秋。冷霜可使果子变软，称此过程为软化（bletting）。欧楂果主要用来做成果酱而食，但也可新鲜食用。